# Kudambettu, Bantval
Kudambettu là một làng thuộc tehsil Bantval, huyện Dakshin kannad, bang Karnataka, Ấn Độ.